# جوزپه کیارا
جوزپه کیارا (انگلیسی: Giuseppe Chiara; ۱ ژانویهٔ ۱۶۰۲ – ۲۴ اوت ۱۶۸۵)، با نام ژاپنی اوکاموتو ساکائمون (به ژاپنی: 岡本三右衛門 おかもと さんえもん)، مبلغ مذهبی وابسته به انجمن عیسی اهل پالرمو، پادشاهی سیسیل بود. انجمن عیسی در قرن هفدهم در ژاپن فعالیت داشت. وی در تلاش برای یافتن کشیش کریشتاوائو فریرا که به دلیل شکنجه توسط مقام‌های ژاپنی در سال ۱۶۳۳، ایمان مسیحی خود را ترک کرده بود به ژاپن وارد شد. در این زمان مسیحیت به شدت ممنوع بود و مسیحیان به شکل مسیحیان پنهان به ایمان خود ادامه می‌دادند. پس از شورش شیمابارا (در سال ۱۶۳۸)، کیارا در ۲۷ ژوئن ۱۶۴۳ به ولایت چیکوزن در ژاپن رسید، اما تقریباً بلافاصله دستگیر شد و به ناگاساکی فرستاده شد سپس در ۲۷ اوت همان سال به ادو فرستاده شد. برای بازپرسی به عمارت اینواوئه ماساشیگه سپرده شد. در بازجویی او کریشتاوائو فریرا نیز شرکت داشت. کیارا نیز مانند فریرا سه روز بعد با وارونه آویزان شدن در سوراخ شکنجه شد و پس از ارتداد، اجازه بازگشت به دین را نداشت.
در سال ۱۶۴۶، او به زندانی به نام «کیریشیتان یاشیکی» (به ژاپنی: 吉利支丹屋敷، اقامتگاه یا عمارت مسیحی) در ادو در حال حاضر بونکیو-کو، توکیو منتقل شد و به همراه دوستانش که همچنین تلاش کرده بودند وارد ژاپن شوند زندانی شد. او به دستور شوگون‌سالاری بعداً با یک زن ژاپنی ازدواج کرد و نام و وضعیت سامورایی شوهر فقیدش، اوکاموتو ساکائمون را گرفت. شوگونات ده نفر خدمه به او داد، اما او اجازه خروج از عمارت کیریشیتان را نداشت. پس از آن، او اغلب اطلاعاتی در مورد مسیحیان و مبلغان به باکوفو ارائه می‌کرد.
در سالهای پایانی زندگی کیارا، در سال ۱۶۷۴، از سوی یک مقام دولتی از وی درخواست شد تا در مورد دکترین مسیحیت بنویسد و او ۳ جلد به نام «تنشوکو تایی» (به معنی خلاصه کاتولیک) را نوشت. از کیارا نیز خواسته شد که عضو معبد بودایی شود، اما او نپذیرفت.
پس از ۴۳ سال حبس، در سال ۱۶۸۵ بر اثر بیماری درگذشت. تا زمان مرگش در ۲۴ اوت ۱۶۸۵ در ادو در سن ۸۳ سالگی در ژاپن زندگی کرد. جسد او سوزانده شد و بقایای جسدش در معبدی در نزدیکی «کیریشیتان یاشیکی» به خاک سپرده شد.

## سنگ قبر

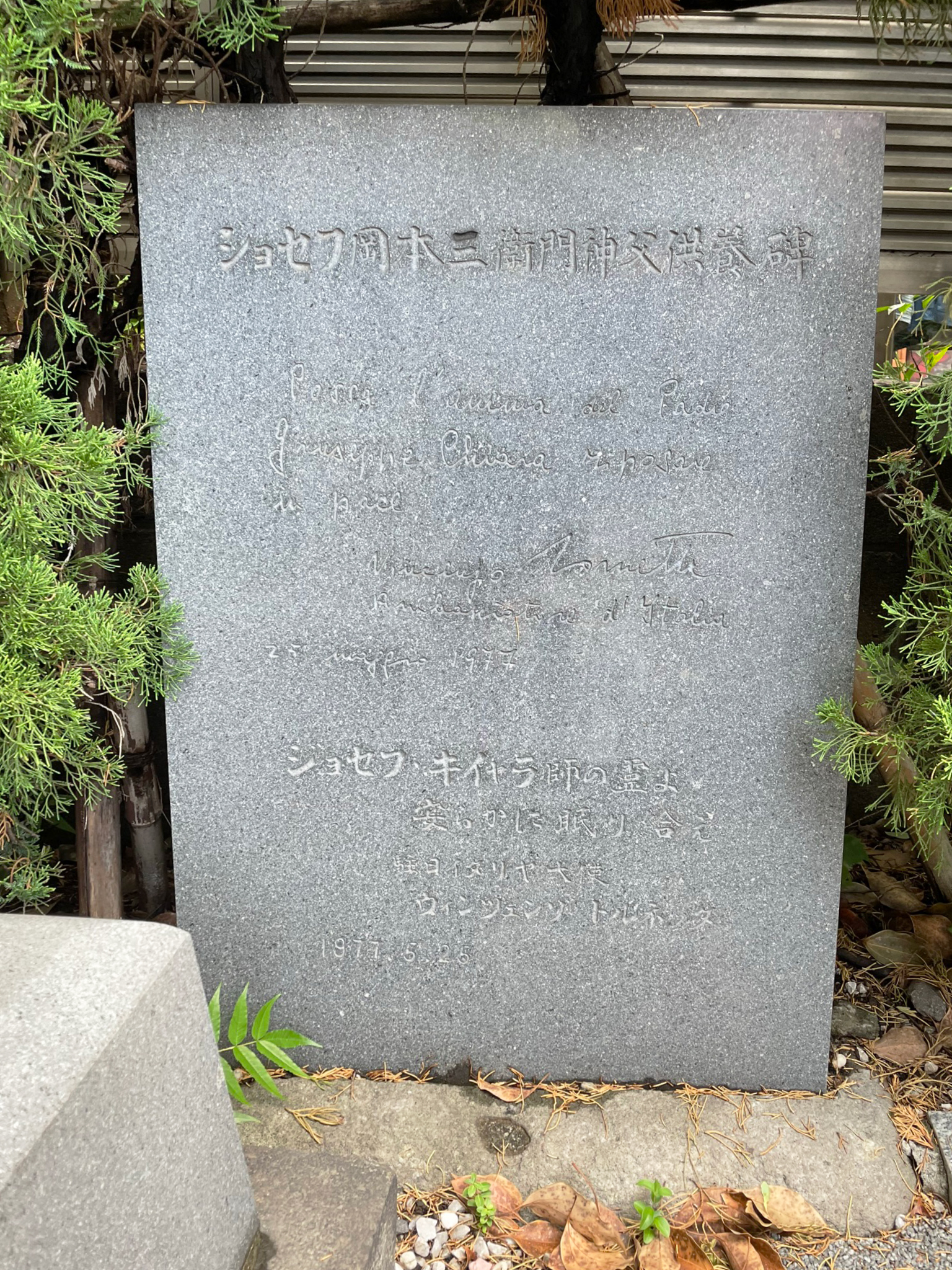
سنگ قبر

سنگ قبر کیارا در معبد کویشیکاوا موریو-این قرار داشت، در سال ۱۹۴۰، یک کشیش به نام کلودوئو تاشیناری، به عنوان بخشی از تحقیقات خود در مورد مسیحیت، بررسی عمارت کیریشیتان را انجام داد و از فردی که مسئول قبرستان کیارا بود درخواست کرد که این سنگ قبر کیارا را به او اهدا کند که مورد تأیید قرار گرفت. سنگ قبر پس از آن در یک مدرسه مذهبی نگهداری می‌شد.
در ۲۹ ژانویه ۲۰۱۶، سنگ قبر کیارا به عنوان یک میراث فرهنگی ملموس (شی تاریخی) در چوفو، توکیو تعیین شد. سنگ قبرهای مسیحی که در شرایط تقریباً عالی نگهداری شده‌اند، حتی در ژاپن نیز نادر هستند، همچنین این سنگ قبر از نظر تحقیق در مورد سنگ قبرهای مسیحی، به عنوان یک مورد نادر مهم است.

## در فرهنگ عامه
کیارا پایه تاریخی شخصیت اصلی سباستینو رودریگز در رمان سکوت توسط اندو شوساکو بود. او توسط دیوید لامپسون در نسخه فیلم ۱۹۷۱ و توسط اندرو گارفیلد در نسخه فیلم ۲۰۱۶ سکوت (فیلم ۲۰۱۶) به تصویر کشیده شده‌است.